# Coppa Italia 2013-2014 (calcio femminile)
L'edizione 2013-2014 è stata la quarantaduesima della storia della Coppa Italia di calcio femminile. Il trofeo è stato vinto per la seconda volta dal Graphistudio Tavagnacco, che in finale ha battuto la Torres.

## Formula
Per il secondo anno di fila, le 16 squadre di A e le 53 di B partiranno tutte dal primo turno con l'eccezione di Torres, campione d'Italia e Graphistudio Tavagnacco, detentore della Coppa Italia, che entreranno agli ottavi. Il tabellone è stato sorteggiato all'inizio della competizione: il primo turno prevede gare di andata e ritorno, mentre dal secondo turno si giocheranno gare ad eliminazione diretta, sul campo della squadra che ha giocato in trasferta nel turno precedente, con sorteggio del campo in caso di condizione uguale per entrambe.
La finalissima si è disputata venerdì 6 giugno alle 18:00, presso lo Stadio Valentino Mazzola di Santarcangelo di Romagna.

### Copertura televisiva
Alcune gare sono state trasmesse da televisioni locali. La finalissima è stata trasmessa in diretta da Raisport.

## Squadre partecipanti

### Serie A
| - AGSM Verona - Brescia - Chiasiellis - Como 2000 - Firenze - Pordenone - Grifo Perugia - Inter Milano | - Mozzanica - Napoli - Res Roma - Riviera di Romagna - Scalese - Graphistudio Tavagnacco - Torres - Valpolicella |

### Serie B

#### Girone A
| - Alba - Alessandria - Amicizia Lagaccio - Atletico Oristano - Caprera - Castelfranco - Cuneo - Juventus Torino - Luserna - Molassana Boero - Sarzanese - Torino - Valpolcevera - Villacidro Villgomme |

#### Girone B
| - Orobica - Azalee - Azzurra San Bartolomeo - Bocconi - Brixen OBI - Fortitudo Mozzecane - Franciacorta - Real Bardolino - Real Meda - Südtirol - Tradate Abbiate - Atletico Vicenza EST - Villa Valle - Ženský-Padova |

#### Girone C
| - Bearzi - Castelvecchio - Foligno - Gordige - Imolese - E.D.P. Jesina - Mestre 1999 - New Team Ferrara - Net.Uno Venezia Lido - San Zaccaria - Stella Azzurra - Virtus Romagna - Vittorio Veneto |

#### Girone D
| - Acese - Caira - Chieti - Domina Neapolis - Fiano Romano - Lazio CF - Ludos Palermo - Pink Sport Time - Real Marsico - Roma CF - Salento Women - Tufara |

## Primo turno
Le partite del primo turno si sono disputate tra il 31 agosto e l'8 settembre 2013.

### Raggruppamenti

#### Girone 1
| Pos. | Squadra           | Pt | G | V | N | P | GF | GS | DR |
| ---- | ----------------- | -- | - | - | - | - | -- | -- | -- |
| 1.   | Amicizia Lagaccio | 4  | 2 | 1 | 1 | 0 | 9  | 5  | +4 |
| 2.   | Molassana Boero   | 4  | 2 | 1 | 1 | 0 | 5  | 3  | +2 |
| 3.   | Valpolcevera      | 0  | 2 | 0 | 0 | 2 | 2  | 8  | -6 |

| 1º settembre 2013 | Valpolcevera      | 0 - 2 | Molassana Boero   |  |
| 4 settembre 2013  | Amicizia Lagaccio | 6 - 2 | Valpolcevera      |  |
| 8 settembre 2013  | Molassana Boero   | 3 - 3 | Amicizia Lagaccio |  |

#### Girone 2
| Pos. | Squadra | Pt | G | V | N | P | GF | GS | DR |
| ---- | ------- | -- | - | - | - | - | -- | -- | -- |
| 1.   | Torino  | 4  | 2 | 1 | 1 | 0 | 6  | 2  | +4 |
| 2.   | Alba    | 4  | 2 | 1 | 1 | 0 | 5  | 2  | +3 |
| 3.   | Cuneo   | 0  | 2 | 0 | 0 | 2 | 0  | 7  | -7 |

| 1º settembre 2013 | Torino | 2 - 2 | Alba   |  |
| 4 settembre 2013  | Cuneo  | 0 - 4 | Torino |  |
| 8 settembre 2013  | Alba   | 3 - 0 | Cuneo  |  |

#### Girone 3
| Pos. | Squadra         | Pt | G | V | N | P | GF | GS | DR |
| ---- | --------------- | -- | - | - | - | - | -- | -- | -- |
| 1.   | Juventus Torino | 6  | 2 | 2 | 0 | 0 | 9  | 4  | +5 |
| 2.   | Luserna         | 3  | 2 | 1 | 0 | 1 | 5  | 5  | 0  |
| 3.   | Alessandria     | 0  | 2 | 0 | 0 | 2 | 2  | 7  | -5 |

| 1º settembre 2013 | Luserna         | 2 - 1 | Alessandria     |  |
| 4 settembre 2013  | Alessandria     | 1 - 5 | Juventus Torino |  |
| 8 settembre 2013  | Juventus Torino | 4 - 3 | Luserna         |  |

#### Girone 4
| Pos. | Squadra         | Pt | G | V | N | P | GF | GS | DR |
| ---- | --------------- | -- | - | - | - | - | -- | -- | -- |
| 1.   | Como 2000       | 6  | 2 | 2 | 0 | 0 | 5  | 2  | +3 |
| 2.   | Azalee          | 3  | 2 | 1 | 0 | 1 | 3  | 3  | 0  |
| 3.   | Tradate Abbiate | 0  | 2 | 0 | 0 | 2 | 0  | 3  | -3 |

| 31 agosto 2013   | Azalee          | 2 - 3 | Como 2000       |  |
| 4 settembre 2013 | Tradate Abbiate | 0 - 1 | Azalee          |  |
| 7 settembre 2013 | Como 2000       | 2 - 0 | Tradate Abbiate |  |

#### Girone 5
| Pos. | Squadra      | Pt | G | V | N | P | GF | GS | DR |
| ---- | ------------ | -- | - | - | - | - | -- | -- | -- |
| 1.   | Inter Milano | 4  | 2 | 1 | 1 | 0 | 2  | 0  | +2 |
| 2.   | Real Meda    | 3  | 2 | 1 | 0 | 1 | 1  | 2  | -1 |
| 3.   | Bocconi      | 1  | 2 | 0 | 1 | 1 | 0  | 1  | -1 |

| 1º settembre 2013 | Bocconi      | 0 - 0 | Inter Milano |  |
| 4 settembre 2013  | Real Meda    | 1 - 0 | Bocconi      |  |
| 8 settembre 2013  | Inter Milano | 2 - 0 | Real Meda    |  |

#### Girone 6
| Pos. | Squadra              | Pt | G | V | N | P | GF | GS | DR  |
| ---- | -------------------- | -- | - | - | - | - | -- | -- | --- |
| 1.   | Villacidro Villgomme | 6  | 2 | 2 | 0 | 0 | 16 | 2  | +14 |
| 2.   | Atletico Oristano    | 3  | 2 | 1 | 0 | 1 | 5  | 9  | -4  |
| 3.   | Caprera              | 0  | 2 | 0 | 0 | 2 | 2  | 12 | -10 |

| 1º settembre 2013 | Villacidro        | 9 - 0 | Atletico Oristano |  |
| 4 settembre 2013  | Atletico Oristano | 5 - 0 | Caprera           |  |
| 8 settembre 2013  | Caprera           | 2 - 7 | Villacidro        |  |

#### Girone 7
| Pos. | Squadra     | Pt | G | V | N | P | GF | GS | DR |
| ---- | ----------- | -- | - | - | - | - | -- | -- | -- |
| 1.   | Mozzanica   | 6  | 2 | 2 | 0 | 0 | 8  | 0  | +8 |
| 2.   | Villa Valle | 3  | 2 | 1 | 0 | 1 | 5  | 4  | +1 |
| 3.   | Orobica     | 0  | 2 | 0 | 0 | 2 | 1  | 10 | -9 |

| 1º settembre 2013 | Villa Valle | 5 - 1 | Orobica     |  |
| 4 settembre 2013  | Orobica     | 0 - 5 | Mozzanica   |  |
| 8 settembre 2013  | Mozzanica   | 3 - 0 | Villa Valle |  |

#### Girone 10
| Pos. | Squadra                | Pt | G | V | N | P | GF | GS | DR  |
| ---- | ---------------------- | -- | - | - | - | - | -- | -- | --- |
| 1.   | Südtirol               | 6  | 2 | 2 | 0 | 0 | 11 | 0  | +11 |
| 2.   | Brixen OBI             | 1  | 2 | 0 | 1 | 1 | 2  | 4  | -2  |
| 3.   | Azzurra San Bartolomeo | 1  | 2 | 0 | 1 | 1 | 2  | 11 | -9  |

| 1º settembre 2013 | Azzurra San Bartolomeo | 2 - 2 | Brixen                 |  |
| 4 settembre 2013  | Südtirol               | 9 - 0 | Azzurra San Bartolomeo |  |
| 8 settembre 2013  | Brixen                 | 0 - 2 | Südtirol               |  |

#### Girone 15
| Pos. | Squadra              | Pt | G | V | N | P | GF | GS | DR |
| ---- | -------------------- | -- | - | - | - | - | -- | -- | -- |
| 1.   | Mestre 1999          | 4  | 2 | 1 | 1 | 0 | 4  | 0  | +4 |
| 2.   | Gordige              | 4  | 2 | 1 | 1 | 0 | 3  | 0  | +3 |
| 3.   | Net.Uno Venezia Lido | 0  | 2 | 0 | 0 | 2 | 0  | 7  | -7 |

| 1º settembre 2013 | Net.Uno Venezia Lido | 0 - 4 | Mestre 1999          |  |
| 4 settembre 2013  | Gordige              | 3 - 0 | Net.Uno Venezia Lido |  |
| 8 settembre 2013  | Mestre 1999          | 0 - 0 | Gordige              |  |

#### Girone 17
| Pos. | Squadra            | Pt | G | V | N | P | GF | GS | DR |
| ---- | ------------------ | -- | - | - | - | - | -- | -- | -- |
| 1.   | Riviera di Romagna | 6  | 2 | 2 | 0 | 0 | 5  | 0  | +5 |
| 2.   | Castelvecchio      | 3  | 2 | 1 | 0 | 1 | 4  | 5  | -1 |
| 3.   | Imolese            | 0  | 2 | 0 | 0 | 2 | 1  | 5  | -4 |

| 1º settembre 2013 | Castelvecchio      | 4 - 1 | Imolese            |  |
| 4 settembre 2013  | Imolese            | 0 - 1 | Riviera di Romagna |  |
| 8 settembre 2013  | Riviera di Romagna | 4 - 0 | Castelvecchio      |  |

#### Girone 21
| Pos. | Squadra        | Pt | G | V | N | P | GF | GS | DR |
| ---- | -------------- | -- | - | - | - | - | -- | -- | -- |
| 1.   | Stella Azzurra | 4  | 2 | 1 | 1 | 0 | 6  | 1  | +5 |
| 2.   | Grifo Perugia  | 4  | 2 | 1 | 1 | 0 | 6  | 3  | +3 |
| 3.   | Foligno        | 0  | 2 | 0 | 0 | 2 | 2  | 10 | -8 |

| 1º settembre 2013 | Stella Azzurra | 5 - 0 | Foligno        |  |
| 4 settembre 2013  | Foligno        | 2 - 5 | Grifo Perugia  |  |
| 8 settembre 2013  | Grifo Perugia  | 1 - 1 | Stella Azzurra |  |

### Accoppiamenti
| Squadra 1                    | Totale      | Squadra 2       | Andata | Ritorno |
| ---------------------------- | ----------- | --------------- | ------ | ------- |
| 31 agosto / 7 settembre 2013 |             |                 |        |         |
| Fortitudo Mozzecane          | 0 - 22      | AGSM Verona     | 0 - 12 | 0 - 10  |
| 1º - 7 settembre 2013        |             |                 |        |         |
| Real Marsico                 | 2 - 7       | Napoli          | 1 - 3  | 1 - 4   |
| 1º - 8 settembre 2013        |             |                 |        |         |
| Franciacorta                 | 0 - 14      | Brescia         | 0 - 6  | 0 - 8   |
| Real Bardolino               | 1 - 8       | Valpolicella    | 0 - 3  | 1 - 5   |
| Atletico Vicenza EST         | 2 - 4       | Ženský-Padova   | 2 - 0  | 0 - 4   |
| Vittorio Veneto              | 1 - 4       | Pordenone       | 0 - 2  | 1 - 2   |
| Bearzi                       | 1 - 8       | Chiasiellis     | 0 - 3  | 1 - 5   |
| New Team Ferrara             | 3 - 8       | San Zaccaria    | 1 - 3  | 2 - 5   |
| Virtus Romagna               | 2 - 5       | Jesina          | 2 - 1  | 0 - 4   |
| Fiano Romano                 | 0 - 10      | Res Roma        | 0 - 4  | 0 - 6   |
| Chieti                       | 2 - 2 (gfc) | Lazio           | 1 - 0  | 1 - 2   |
| Caira                        | 1 - 3       | Roma            | 1 - 1  | 0 - 2   |
| Acese                        | 5 - 4       | Ludos Palermo   | 2 - 2  | 3 - 2   |
| Tufara                       | 0 - 7       | Domina Neapolis | 0 - 6  | 0 - 1   |
| Salento Women                | 1 - 3       | Pink Sport Time | 1 - 0  | 0 - 3   |
| Sarzanese                    | 1 - 9       | Scalese         | 1 - 1  | 0 - 8   |
| Castelfranco                 | 2 - 3       | Firenze         | 1 - 0  | 1 - 3   |

## Secondo turno
Le partite del secondo turno si sono disputate il 14 e il 15 settembre 2013.
| Squadra 1          | Risultato       | Squadra 2            |
| ------------------ | --------------- | -------------------- |
| 14 settembre 2013  |                 |                      |
| AGSM Verona        | 14 - 0          | Ženský-Padova        |
| Pordenone          | 2 - 1           | Chiasiellis          |
| Mestre 1999        | 2 - 1           | San Zaccaria         |
| Riviera di Romagna | 4 - 1           | Jesina               |
| Scalese            | 2 - 2 (3-5 dtr) | Firenze              |
| Napoli             | 6 - 2           | Pink Sport Time      |
| 15 settembre 2013  |                 |                      |
| Amicizia Lagaccio  | 3 - 2           | Torino               |
| Juventus Torino    | 2 - 4           | Como 2000            |
| Inter Milano       | 3 - 1           | Villacidro Villgomme |
| Mozzanica          | 1 - 0           | Brescia              |
| Valpolicella       | 4 - 1           | Südtirol             |
| Stella Azzurra     | 1 - 3           | Res Roma             |
| Chieti             | 1 - 5           | Roma                 |
| Acese              | 4 - 1           | Domina Neapolis      |

## Ottavi di finale
| Squadra 1         | Risultato       | Squadra 2          |
| ----------------- | --------------- | ------------------ |
| 11 dicembre 2013  |                 |                    |
| Amicizia Lagaccio | 1 - 3           | Torres             |
| Como 2000         | 1 - 2           | Inter Milano       |
| Valpolicella      | 1 - 5           | Mozzanica          |
| Mestre 1999       | 0 - 5           | AGSM Verona        |
| Pordenone         | 0 - 3           | Tavagnacco         |
| Firenze           | 0 - 0 (4-3 dtr) | Riviera di Romagna |
| Roma              | 1 - 2           | Res Roma           |
| Napoli            | 0 - 2           | Acese              |

## Quarti di finale
| Squadra 1      | Risultato       | Squadra 2 |
| -------------- | --------------- | --------- |
| 30 aprile 2014 |                 |           |
| Acese          | 2 - 2 (1-3 dtr) | Res Roma  |
| 17 maggio 2014 |                 |           |
| Tavagnacco     | 2 - 1           | Firenze   |
| 24 maggio 2014 |                 |           |
| Inter Milano   | 0 - 4           | Torres    |
| AGSM Verona    | 2 - 3           | Mozzanica |

## Semifinali
| Squadra 1      | Risultato | Squadra 2  |
| -------------- | --------- | ---------- |
| 31 maggio 2014 |           |            |
| Mozzanica      | 1 - 2     | Torres     |
| Res Roma       | 0 - 2     | Tavagnacco |

## Finale
| Arbitro: | Sangregorio (L'Aquila) |

|                 |           |                                       |
| Panico 57’, 82’ | Marcatori | 39’ Bonetti 64’ Zuliani 87’ Camporese |

| Torres | Tavagnacco |

### Formazioni
| Torres (4-4-2)  |    |                      |     |
|                 |    |                      |     |
| POR             | 22 | Gaëlle Thalmann      |     |
| DIF             | 2  | Linda Tucceri Cimini |     |
| DIF             | 25 | Elisa Bartoli        |     |
| DIF             | 6  | Elisabetta Tona (C)  | 63’ |
| DIF             | 21 | Giorgia Motta        |     |
| CEN             | 4  | Daniela Stracchi     | 87’ |
| CEN             | 7  | Giulia Domenichetti  | 63’ |
| CEN             | 8  | Sandy Maendly        | 78’ |
| ATT             | 6  | Silvia Fuselli       |     |
| ATT             | 9  | Patrizia Panico      |     |
| ATT             | 11 | Sandy Iannella       |     |
| A disposizione: |    |                      |     |
| POR             | 1  | Arianna Criscione    |     |
| ATT             | 18 | Erika Campesi        |     |
| DIF             | 24 | Eleonora Piacezzi    |     |
| CEN             | 15 | Kristina Erman       |     |
| CEN             | 10 | Aurora Galli         | 63’ |
| ATT             | 14 | Sabrina Marchese     | 87’ |
| Allenatore:     |    |                      |     |
| Manuela Tesse   |    |                      |     |

| Tavagnacco (4-3-3) |    |                     |     |
|                    |    |                     |     |
| POR                | 1  | Sara Penzo          |     |
| DIF                | 2  | Michela Martinelli  |     |
| DIF                | 3  | Michela Rodella     |     |
| DIF                | 4  | Eleonora Bischi     | 53’ |
| DIF                | 5  | Lara Laterza        |     |
| DIF                | 6  | Nenè Nhaga Bissoli  |     |
| CEN                | 7  | Tatiana Bonetti     | 94’ |
| CEN                | 8  | Evelyn Vicchiarello |     |
| CEN                | 9  | Maria Zuliani       |     |
| ATT                | 10 | Paola Brumana (C)   | 89’ |
| ATT                | 11 | Elisa Camporese     |     |
| A disposizione     |    |                     |     |
| POR                | 12 | Paola Cabass        |     |
| DIF                | 13 | Alessia Tuttino     |     |
| DIF                | 14 | Nicole Peressotti   |     |
| CEN                | 15 | Priscilla Del Prete |     |
| CEN                | 16 | Ambra Pochero       | 89’ |
| ATT                | 17 | Sara Veritti        |     |
| ATT                | 18 | Luisa Usenich       | 94’ |
| Allenatore:        |    |                     |     |
| Marco Rossi        |    |                     |     |